# Juan Caldo
Juan Caldo (en griego: Ἰωάννης Χάλδος, romanizado: Ioannes Chaldos; fl. 995-1030) fue un general bizantino bajo Basilio II.

## Biografía
Como indica su apellido, Caldo era originario de Caldia, región del noreste de Asia Menor. Pudo haber sido de origen armenio.
A fines de 989, cuando se reprimió el levantamiento de Bardas Focas y Bardas Esclero, fue enviado con un fuerte ejército contra el aliado de Focas, el gobernante del Principado georgiano de Tao, David III, y lo obligó a someterse al emperador Basilio II. También se desempeñó como gobernador militar (estratego) de los themas Armeniaco y de los Bucelarios en Asia Menor, antes de ser enviado a Tesalónica como dux en c. 995, en sucesión de Gregorio Taronita, que había sido asesinado en una emboscada búlgara. Alternativamente, pudo haber ocupado los tres cargos al mismo tiempo, a pesar de su amplia separación geográfica. Ciertamente estaba en su puesto como gobernador de Tesalónica en septiembre de 995, ya que emitió una ley (sigilio) confirmando varios privilegios y exenciones del monasterio de Colobo en Ierissos en la Calcídica, que sobrevive hasta el día de hoy.
Poco después, a principios de 996, fue capturado por los búlgaros en otra emboscada preparada por el zar Samuel de Bulgaria. Permaneció en cautiverio búlgaro durante 22 años, hasta el colapso final de la resistencia búlgara en 1018, cuando fue liberado tras la rendición de Dragomuzo, el gobernador búlgaro de Strumica, al emperador Basilio II. Tras la muerte de los Taronita y la captura de Caldo, Basilio II nombró a uno de sus subordinados más confiables, Nicéforo Urano, como comandante en jefe en los Balcanes, lo que resultó en la aplastante victoria sobre Samuel y su ejército en la batalla del Esperqueo.
Juan Caldo se menciona a continuación, y por última vez, durante la campaña de 1030 del emperador Romano III Argiro contra los mirdásidas de Alepo, a quien aconsejó no dirigir esta ofensiva. El emperador no hizo caso de su opinión y la campaña terminó con una humillante derrota en la batalla de Azaz.